# Манастири Епархије рашко-призренске
Манастири Епархије рашко-призренске су део богате баштине Српског народа Косова и Метохије и Рашке области која се судбински везала за духовну, културну и просветну делатност и национално биће српског становништва ових крајева. Делећи судбину народа који их је градио, манастири изграђени на овом простору, некада су се уздизали до лепог, или, пак, били рушени и спаљивани, од бројних освајача и узурпатора овог дела Балкана, а у 21. веку и од стране Албанаца, самопроглашене косовске државе.
Њихови сачувани остаци и даље зраче божанском светлошћу која је окупљала српски народ да слави Бога и скупља снагу да опстане на Косову и Метохији и манастире обнови, и тако у круг. Обнављајући многе старе светиње, народ Југозападне Србије сачувао је византијске тековине хришћанства зачетог на овом простору и православне законе и српску духовност. Зато, је сам чин упознавања са овим манастирима једнако важан за одржање верујућег народа као и обнова порушених и изградњу нових на простору Косова и Метохије.

## Историја
Косово и Метохија, два централна региона дугогодишње српске државе, одраз су српског духовног и културног идентитета и државности од средњег века до данашњих дана. Историја Косова и Метохије је уско повезана како са историјом средњовековне српске државе, тако и са настанком, развојем и опстанком Српске православне цркве. О томе најбоље говоре бројни манастири, као и остали споменици културе, који сведоче о вековној повезаности цркве и народа на овим просторима.
Српско племство саградило је у Средњем веку неколико десетина манастира, а део њих су сачувани и до данас. Развој косовске области као духовног средишта српског народа одражавало се и у нарочито великој концентрацији српских цркава и манастира на овој територији. По неким евиденцијама, на овим просторима било је близу две стотине сачуваних или порушених православних храмова, али их је заправо било далеко више. Како се на Косову и Метохији налази више манастира него у било ком другом делу Србије оно се с правом сматра духовним искодиштем и средиштем Срба.
Православна вера и црква као институција имале су запажено место у Османском друштву тек од 19. века. У поробљеној Србији непрестано су повратном механизмуом вршени утицаји у оба смера, хришћани су хтели да граде своје светиње а муслимани су то спречавали и повремено их рушили. У таквим условима однос државе према цркви одражавао се на црквено градитељство, заправо на све оно на шта је црква у својим догматским оквирима и богослужбеној пракси обраћала пажњу: на иконопис и опрему цркве, декорисање, одржавање и само подизање храмова.
Доношењем законских аката још из Средњег века држава је на простору Косова и Метохије контролисала и креира визуелни идентитет својих градова. Хатишерифом из 1830. године Србија је добила слободу вероисповести и црквена уметност доживљава експанзију. Танзиматске реформе су омогућиле развој пре свега црквеног градитељства, које је до тада било сведено на објекте код којих се нису смела експлицитно истицати верска обележја. Мање и неупадљиве цркве су с мењале или се градиле нове, које су својом архитектуром заузимале јасно место у визуелном идентитету Косовско-Метохијске средине.
У малом временском размаку од увођења реформи на простору Косова и Метохије, као и на простору Балкана изграђен је велики број хришћанских храмова и манастира. 
Тежак период Косово и Метохија и Епархија рашко-призренска преживела је у време ратова: аустро-турски рат 1715–1738; ослободилачки устанци српског народа, Први (1804) и Други српски устанак (1814), Балкански ратови, Први (1915) и Други светски рат (1941–1945).
Сви завојевачи, за тих скоро триста година, скрнавили су, демолирали, рушили и палили српске цркве и манастире.
Најсветлији историјски догађаји за хришћане Косова и Метохије у 20. веку јесу његова ослобођења из непријатељског ропства, и доминације муслимана, у Балканским ратовима, Првом и Другом светском рату.
У време комунистичке власти (од 1945 до 1989), прогнаним Србима је забрањен повратак на Косово и Метохију а Српској цркви, односно манастирима на територији Рашко-призренске епархије, одузета је (национализована) имовина. Поред тога, албански националисти појачали су нападе на Српску православну цркву. То атаковање вршено је углавном кроз три вида: 
- Напад на свештена лица (два пута је нападнут епископ рашко-призренски Павле – данас српски патријарх). Посебно су били чести напади на монашка лица (монахиње манастира Девича).
- Насилно одузимање имовине (пољопривредних усева), сеча манастирске шуме, одузимање стоке и друго.
- Рушење, демолирање и скрнављење црква, манастира и других црквених објеката.[7]

Атаковања на Српску православну цркву и њене светиње нарочито су учестали после 1968. године. Атаковања на Српске православне светиње бивала су све чешћа и жешћа да би у ноћи између 15. и 16. марта 1981. године кулминирала пожаром старог конака манастира Пећке патријаршије.
Период на Косови и Метохији од 1989. до 1999. године, може се поделити у три временске целине. 
Први период или распад Југославије
Први период карактерише, демонстрације и сукоби полиције са албанским сепаратистима и распад Југославије, односно грађански рат од 1991 до 1995. Овај период био заправо, увод у косовско-метохијско страдање.
Други период бомбардовање НАТО алијансе
Овај период који је трајао седамдесетосам дан, је био први покушај да се на силу овлада територијом Косова и Мтохије од стране међународне заједнице и власт преда у руке Албанцима.
Трећи период од доласка УНМИК-а и КФОР-а до данас
Ово је период отимања Косова и Метохије од стране међународне заједнице. Уплитањем Уједињених нација, након 50 година лажног суживота на простору Косова и Метохије, које је повемено било праћено девстацијом српских православних манастира, настао је период страха и ужаса.
Само у периоду од 13. јуна 1999. до 19. марта 2004. године, истовремено, са прогоном православног Српског народа уз разноврсна насиља и злочине (избацивање из кућа, пљачке, силовања, киднаповања, убијања и масакрирања невиних људи), вршено је, и још увек се врши, систематско затирање духовних корена Српског народа пљачкањем, демолирањем, паљењем и рушењем и Православних светиња Епархије рашко-призренске, широм Косова и Метохије. У том периоду девастирано је седам манастира и 151 црква.

## Значај
Споменичко наслеђе са простора Југозападне Србије заузима значајно место у културној ризници Србије, Балкана и света. На територији која је у надлежности рашко-призренске и Завода за заштиту споменика културе Србије налази се 35 општина са 39 градских насеља.
У регистар споменика културе из Епархије рашко-призренске уписано је четири манастира ( и једна црква) који су категорисани у споменике културе од изузетног значаја, док су остали манастири и цркве проглашени за споменике културе од великог значаја.
У прву групу спадају:
- Културно-историјски регион Старог Раса и Манастира Сопоћани (1979)
- Манастир Дечани (2004)
- Пећка патријаршија (2006)
- Манастир Грачаница (2006)
- Богородица Љевишка (2006)

## Списак манастира
| Списак манастира Епархије рашко-призренске |                            |                    |             | |
| Слика                                      | Назив манастира            | Локација           | Подигнут    | Напомена |
|                                            | Бањска                     | Звечан             | 14. век     | |
|                                            | Бинач                      | Бузовик            | 14. век     | Мушки манастир Порушен |
|                                            | Будисавци                  | Будисавци          | 14. век     | |
|                                            | Високи Дечани              |                    | 14. век     | Мушки манастир |
|                                            | Врачево                    | Лепосавић          | 14. век     | |
|                                            | Гориоч                     | Исток              | 14. век     | Женски манастир |
|                                            | Грачаница                  | Грачаница          | 14. век     | Женски манастир |
|                                            | Девине Воде                | Звечан—Зубин Поток | 21. век     | |
|                                            | Девич                      | Србица             | 15. век     | Женски манастир |
|                                            | Добра Вода                 | Добра Вода         | 14. век     | |
|                                            | Драганац                   | Прилепак           | 14. век     | Мушки манастир |
|                                            | Дубоки Поток               | Придворица         | 14. век     | У обнови |
|                                            | Ђурђеви ступови            | Нови Пазар         | 12. век     | У обнови |
|                                            | Зочиште                    | Зочиште            | 14. век     | Мушки манастир Порушен у рату 1999. |
|                                            | Кабаш                      | Призрен            | 14. век     | |
|                                            | Кончул                     | Гњилица            | 11. век     | |
|                                            | Пећка патријаршија         | Пећ                | 13. век     | Он је ставропигијални манастир који административно не припада Епархији рашко-призренској али је духовно повезана са осталим општежима на овом простору. |
|                                            | Соколица                   | Бољетин            | 14./15. век | Женски манастир |
|                                            | Сопоћани                   | Рашка              | 13. век     | Мушки манастир |
|                                            | Сочаница                   | Сочаница           | 13. век     | |
|                                            | Свете Петке                | Лепосавић          |             | |
|                                            | Свете Тројице              | Мушутиште          | 14. век     | Женски манастир Порушен |
|                                            | Светих архангела           | Призрен            | 14. век     | Мушки манастир |
|                                            | Свети Марко Коришки        | Кориш              | 15. век     | |
|                                            | Светог Јована              |                    |             | |
|                                            | Тамница                    | Доње Речане        | 14. век     | |
|                                            | Успења Пресвете Богородице | Ђаковица           |             | |
|                                            | Успења Пресвете Богородице | Рас                |             | |
|                                            | Црна река                  | Црна река          | 13. век     | Мушки манастир |